# Dauermarkenserie Elisabeth II. (Machin)

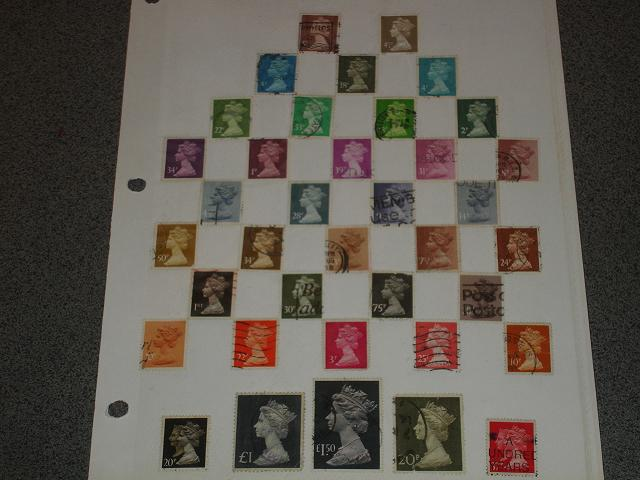
Eine Auswahl von Marken der Serie

Queen Elisabeth II. ist eine Briefmarkenserie der Royal Mail. Dauermarken dieser Serie wurden im Vereinigten Königreich zwischen 1967 und 2022 ausgegeben. Die von Arnold Machin entworfene Briefmarkenserie ist die zweite mit dem Abbild der britischen Königin Elisabeth II. und gilt als eine der langlebigsten und umfangreichsten Dauermarkenserien der Postgeschichte.

## Geschichte
Nach der Thronbesteigung von Elisabeth II. zur Königin erschien 1952 eine Briefmarkendauerserie mit der Abbildung einer Fotografie der jungen Königin von Dorothy Wilding (siehe Dauermarkenserie Elisabeth II. (Wilding)). Dasselbe Abbild der Königin erschien zeitgleich, wie auf britischen Briefmarken seit 1840 üblich, auch auf allen Sondermarken der britischen Royal Mail an Stelle einer Post- oder Landesbezeichnung. Bereits ab 1961 wurde diskutiert, die Abbildung durch eine plastischer erscheinende Darstellung zu ersetzen.
1966 erhielt Arnold Machin den Zuschlag für die Entwicklung einer neuen Darstellung der Königin. Er schuf eine Skulptur der Königin aus Ton, deren Seitenprofil er abfotografieren ließ. Anders als bei den Vorgängerserien verzichtete Machin auf Schmuckelemente wie Wappen und Blumenranken, sein Entwurf enthielt nur das Porträt und die Wertziffer.
Zwischen dem 5. Juli 1967 und dem 6. Januar 1969 erschienen 16 Wertstufen im Format 21 mm × 24 mm sowie am 5. März 1969 fünf großformatige (Format 30 mm × 35 mm) Ausgaben in der damals noch beim Pfund Sterling gebräuchlichen nichtdezimalen Währungsangabe (Angabe z. B. 2d für 2 Pence, 1/9 für 1 Shilling/9 Pence, 1 £ für 1 Pfund).
Mit der Umstellung des Pfund Sterling auf eine Dezimalwährung werden seit dem 15. Februar 1971 neue Marken in gleichem Design mit Wertangaben in Penny (p) und Pfund (£) ausgegeben. Am 7. Juli 1971 erschienen die ersten Regionalmarken mit etwas kleineren Porträts und daneben den Wappen von Wales, Schottland, Nordirland und der Insel Man.
In den 1980er Jahren gab es mehrere Vorstöße, das Design der Briefmarken zu verändern bzw. die Dauermarkenserie abzulösen. Königin Elisabeth II. ließ der Royal Mail jedoch ausrichten, dass sie mit der Darstellung von Machin sehr zufrieden und diese nur schwer gleichwertig zu ersetzen sei.
Ab 1989 wurden Marken in den wertunabhängigen Portostufen "1st" und "2nd" ausgeben. "1st" und "2nd" stehen für die beiden Portoklassen (Standardbrief First Class und Second Class für Zustellung am Folgetag oder nach zwei bis drei Tagen) der Royal Mail. Die Marken wurden ausgegeben, um bei den vergleichsweise häufigen Portoänderungen nicht zwingend immer neue Briefmarken herausgeben zu müssen.
1990 erschienen anlässlich des 150. Jahrestages der Erstausgabe von Briefmarken im Vereinigten Königreich Sonderausgaben, die neben dem Porträt von Elisabeth II. das Profil von Königin Victoria in der Darstellung auf der One Penny Black enthielt.
Ab 1993 wurde bei den Marken eine elliptische Perforation in der seitlichen Zähnung eingeführt, die als zusätzliches Sicherheitsmerkmal dient. Seit 1997 wird für das Porträt der Königin eine computergenerierte Darstellung verwendet, welche der Abbildung eine größere Detailschärfe verleiht. Bis zum 40. Jubiläum der Erstausgabe des Briefmarkensatzes im Jahr 2007 wurden mehr als 175 Milliarden Briefmarken mit dem Elisabeth-Porträt von Machin verkauft.
Ab Februar 2009 wurden als weiteres Sicherheitsmerkmal bei selbstklebenden Ausgaben zwei elliptische Stanzungen in die Marken eingeprägt, die eine Wiederverwertung ungestempelter Exemplare erschweren sollten. Damit und mit dem Verzicht auf eine wasserlösliche Zwischenschicht zwischen Papier und Klebstoff wurde allerdings auch das Ablösen der Marken zu philatelistischen Zwecken deutlich erschwert. Vor Nachahmungen geschützt werden die Marken seitdem zusätzlich durch irisierende Aufdrucke kleiner Ziffern- und Buchstabenfolgen.
Am 1. Februar und 4. April 2022 wurden selbstklebende Marken mit dem Machin-Porträt und einem DataMatrix-Code eingeführt, die die seit 1971 frankaturgültigen Marken ersetzen sollen. Jene Marken, die vom 15. Februar 1971 bis 31. Januar 2022 ausgegeben wurden, bleiben bis zum 31. Juli 2023 gültig. Seit dem 31. März 2022 können sie unbegrenzt gegen die neue Strichcodeserie eingetauscht werden.

## Gestaltung
Die grundsätzlich einfarbigen Marken der Reihe zeigen ein Porträt von Elisabeth II im Seitenprofil. Außer dem Porträt enthalten sie noch die jeweilige Wertangabe. Ausgewählte Wertstufen erschienen ab 1971 als Regionalausgaben, die in der linken oberen Ecke ein Symbol von Wales (Drache), Schottland (Löwe), Nordirland (Hand von Ulster) aufwiesen. Diese sind jedoch durch Marken mit für die Landesteile charakteristischen bildlichen Darstellungen, die sogenannten Country definitives ersetzt worden (in Schottland und Wales 1999, in Nordirland 2001, und für England wurden im selben Jahr erstmals Regionalmarken ausgegeben). Bis zur postalischen Unabhängigkeit der Isle of Man 1973 wurden dort einige Werte mit der Triskele ausgegeben.
Die Marken haben das Format 21 mm × 24 mm, zwischen 1969 und 1984 wurden ausgewählte Werte auch im Format 30 mm × 35 mm ausgegeben.
Der auffälligste Aspekt der Serie ist die Vielfalt an Farben. Für die ersten Ausgaben wurden nach umfangreichen Tests 14 Farben ausgewählt. Bis auf wenige Ausnahmen wurden die Marken einfarbig gestaltet, einzig bei den Wertstufen 1/6d und 1/9d verwendete man verschiedene Farben für Bildnis und Porträt; die Werte zu 10d und 1/- hatten Hintergründe, die von links nach rechts heller wurden.
Der dunkeloliv-braune Farbton der ersten Marke im Wert von 4 Pence, die am häufigsten verwendete Wertstufe ihrer Zeit, wurde persönlich von Elisabeth II. ausgewählt, die Farbe sollte an die One Penny Black erinnern. Wegen Verwechslungsgefahr mit der 5 Pence-Marke, insbesondere durch Frankiermaschinen und der schlechten Lesbarkeit der Datumsangabe im Poststempel bewährte sich diese Farbgebung jedoch nicht und wurde nach zwei Jahren durch eine Marke in einem Rotton ersetzt.
Im Laufe der Jahre wurde die Farbpalette deutlich erweitert. Farben nicht mehr ausgegebener Wertstufen wurden zeitweise für neue Wertstufen wiederverwendet, doch wurde diese Praxis wegen der Verwechslungsgefahr wieder aufgegeben.

## Ähnliche Ausgaben

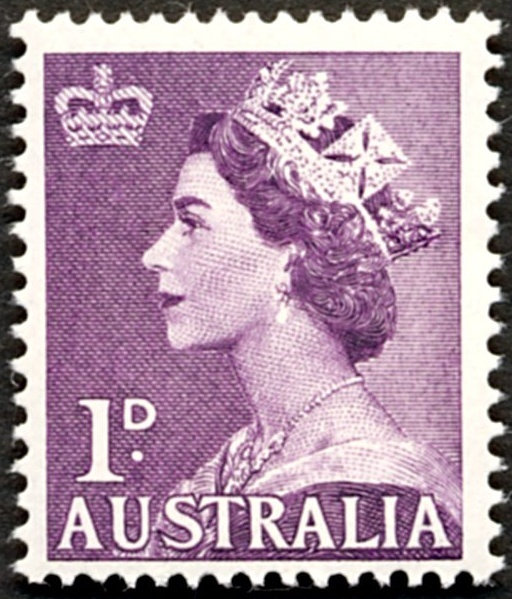
Dauermarkenserie aus Australien

Briefmarken mit ähnlichen Darstellungen von Königin Elisabeth II. wurden unter anderem in Kanada, Australien und Hongkong ausgegeben.
Im April 1996 wurde die 1-Penny-Marke kurzzeitig in einer überdruckten Form in Somaliland ausgegeben.